# Coelioxys dentigera
Coelioxys dentigera är en biart som beskrevs av Alexander Mocsáry 1892.
Coelioxys dentigera ingår i släktet kägelbin och familjen buksamlarbin. Inga underarter finns listade i Catalogue of Life.